# Liza Del Sierra
« Émilie Delaunay (actrice pornographique) » redirige ici. Ne doit pas être confondu avec l'actrice de cinéma traditionnel Émilie Delaunay.
Émilie Delaunay, dite Liza Del Sierra, née le 30 août 1985 à Pontoise, est une réalisatrice, productrice et actrice de films pornographiques française.

## Biographie
Née à Pontoise, Émilie Delaunay déménage pendant sa jeunesse au gré des mutations de son père. Elle vit à Gravelines, puis grandit essentiellement à Bordeaux. Après avoir travaillé comme stripteaseuse dans des bars, elle débute dans le X en 2005 avec la société Marc Dorcel.
Après ses débuts en France, où elle est apparue dans des productions comme Les Deux Sœurs d'Hervé Bodilis, elle tourne pendant un temps en Hongrie, à Budapest.
En 2009, elle reçoit un X Award d'honneur pour l'ensemble de sa carrière au Festival international de l'érotisme de Bruxelles. En 2010, on peut la voir aux côtés d'Antoine de Caunes dans un sketch de la série Du hard ou du cochon !, sur Canal+. Elle tient également un rôle dans le court-métrage Vivre jusqu'au bout de Vincent Plaidy, avec également Philippe Nahon et Bernard Haller, qui obtient le Prix qualité du court-métrage 2010 décerné par le CNC.
En 2011, après son apparition dans un gonzo réalisé en France par Manuel Ferrara, elle part tourner aux États-Unis. Son travail pour les studios américains lui vaut quatre nominations aux AVN Awards 2012 et lui permet d'obtenir davantage de reconnaissance dans son pays natal, où elle devient une actrice familière du X dans les années 2010.
En 2011, Liza Del Sierra interprète le rôle principal du film Villa captive, un « rape and revenge » réalisé par Emmanuel Silvestre (alias Jack Tyler). Elle est créditée au générique de ce film - distribué en VOD - sous son vrai nom. Elle arrête un temps le X en 2013. Elle travaille d'abord en tant que femme de ménage chez des particuliers, puis elle décide de devenir aide-soignante comme sa mère. Sa reconversion professionnelle est cependant compliquée par sa notoriété en tant qu'actrice. Après une mauvaise expérience dans une maison de retraite, elle choisit des postes de nuit afin de « rencontrer le moins de personnes possible ».
Elle passe également à la réalisation afin de tourner ses propres films. Entre 2011 et 2013, elle réalise une dizaine de films pour Colmax. En 2014, le tournage d'un de ses films comme réalisatrice fait l'objet d'un documentaire diffusé sur France 2 pour illustrer le milieu du cinéma pour adulte.
Après cette interruption de carrière, elle annonce en août 2017 son retour sur son compte Twitter, avec le tournage de cinq nouvelles scènes. En parallèle, elle intègre une école d'infirmière en septembre 2018, dans le prolongement de sa carrière  d'aide-soignante.
En novembre 2018, Liza Del Sierra se produit sur scène avec le groupe POWERDISC, notamment en première partie d'Orelsan à l'Accor Hotels Arena.
En août 2018, elle crée sa propre société de production nommée 33Films. En 2020, elle produit et réalise son premier long métrage de charme, Journal d'une débutante, interprété notamment par Lina Luxa et Lucy Heart. Elle y raconte l'histoire d'une débutante dans le X et des personnes qui font ce milieu avec bienveillance et humour. Ce film est destiné à une diffusion sur Canal+. Elle compose également la bande originale.
Ce film est proposé en festivals cinématographique par 33Films sous la forme d'un court-métrage, il obtient en Mai 2020 trois sélections à l'ARFF Paris dans la catégorie Audience Awards, c'est la première fois qu'une production de charme est sélectionnée dans un festival de films traditionnels.
Tout en poursuivant ses études d'infirmière, on la retrouve dans le court métrage Pornstar (produit par Les Films du clan) nommé dans de nombreux festivals, réalisé par Maxime Capéran et Thomas Finkielkraut.
En 2019, elle compose le titre Bonnie and Clyde, en duo avec le chanteur Mohand Baha.
En 2020, lors de l'éclatement de la crise sanitaire du COVID-19, Émilie se mobilise avec la Réserve sanitaire dans le département de l'Oise. Elle y travaille pendant 3 semaines au Groupe hospitalier public du Sud de l'Oise (GHPSO) de Creil-Senlis au sein d'un service dédié aux patients atteints de la maladie. 
En mai 2021, elle annonce sa grossesse sur les réseaux sociaux, l'identité du père n'est pas dévoilée. Sa fille naît le 18 octobre 2021.
En 2021, après avoir recueilli les témoignages et suggestions des différents professionnels de l'industrie, Émilie Delaunay porte la rédaction de la première charte déontologique pour la production X française avec l'aide du sociologue Alexandre Duclos et de l'avocat Matthieu Cordelier,,,.
En 2022, à l'occasion de la publication d'un rapport sénatorial sur la pornographie paru en octobre, Émilie Delaunay est auditionnée par la Délégation aux droits des femmes et à l'égalité des chances entre les hommes et les femmes du Sénat,.

## Distinctions
| Année | Évènement                                         | Catégorie                                  | Titre | Résultat   |
| ----- | ------------------------------------------------- | ------------------------------------------ | --- | ---------- |
| 2008  | Festival international de l'érotisme de Bruxelles | X Award d'honneur                          | Pour l'ensemble de sa carrière | Lauréat    |
| 2009  | Hot d'or                                          | Meilleure actrice française                | L'Enchanteresse | Nomination |
| 2009  | Hot d'or                                          | Meilleure blog d'actrice                   | lizadelsierra18.canalblog.com | Nomination |
| 2012  | AVN                                               | Meilleure scène de double pénétration      | Evil Anal 14 (nommée avec Mick Blue et Toni Ribas) | Nomination |
| 2012  | AVN                                               | Meilleure scène de groupe                  | Orgy: The XXX Championship (nommée avec Kaci Starr, Marie McCray, Aiden Ashley, Alan Stafford, Anthony Rosano, Asa Akira, Austin Matthews, Charlie Theron, Diana Doll, Evan Stone, Jaelyn Fox, Jeanie Marie, Ramón Nomar, Raven Alexis, Sean Michaels, Sophia Lomeli, Xander Corvus et Yuki Mori) | Nomination |
| 2012  | AVN                                               | Meilleure scène de POV                     | Anal Workout (nommée avec Mick Blue) | Nomination |
| 2012  | AVN                                               | Meilleure performeuse étrangère de l'année | | Nomination |
| 2013  | XBIZ                                              | Meilleure performeuse étrangère de l'année | | Nomination |

## Filmographie

### Pornographique
- 2005 : Les Deux Sœurs de Hervé Bodilis
- 2005 : Babes on fire de David Chryso
- 2005 : Desperate Sex Wives de Fabien Lafait
- 2005 : Sacrées Coquines Volume 19 de Christian Lavil
- 2005 : 19 Ans Double Dose de David Carroll
- 2006 : Katsumi Traitement de choc (Madness Follia) de Giancarlo Bini
- 2006 : Oksana - Flic en uniforme de Alain Payet
- 2006 : Coiffeuse X à domicile Volume 4 de Pascal Saint James et Bamboo
- 2006 : Oksana, L'Expérience de Marc Lelong
- 2006 : Ma nuit chez Eve : encule-moi ! de Jack Tyler
- 2006 : L'Initiatrice : Innocence et perversion de Phil Hollyday
- 2006 : Les Concubines de Ovidie
- 2006 : Le Pouvoir du Sexe de Yannick Perrin
- 2007 : Le Point Clitoris de Ovidie
- 2007 : La Vierge et le Démon de Jack Tyler
- 2007 : Claudia Antonelli : ma première scène hard ! de Frank Pharro
- 2007 : Les Petites vicieuses au pensionnat de Pascal Saint James et Bamboo
- 2008 : Les Majorettes de Yannick Perrin
- 2008 : Le Camping des foutriquets de Yannick Perrin
- 2008 : « Q » Ze série Épisodes 7, 8 et 9 de Yannick Perrin
- 2009 : Stars Women de Didier Noisy
- 2009 : Les Autostoppeuses du sexe de Bamboo
- 2009 : L'Enchanteresse de Dist de Kaerth
- 2009 : Pornstars à domicile 5
- 2009 : Encore plus sexe la vie de Yannick Perrin
- 2009 : BEPC, baise en plein cours de Sabrina Sweet
- 2009 : Fuck my big boobs de Kovi
- 2010 : House of taboo de L'équipe DDF
- 2010 : Testament de Alexandre Legland
- 2010 : BorderLine de Walter Ego
- 2010 : Destruction anal 2 de Andrew Youngman et Frank Major
- 2010 : Orgies bourgeoises à Paris de Jean Pierre Charmontel
- 2010 : Pascal, le grand frère pineur 2 de Max Antoine
- 2010 : Spécial Anal Party de Strangelove
- 2010 : Tout à déclarer de Max Antoine
- 2010 : I Want Some Ass Cream! (Private)
- 2010 : Mes plus belles sodomies de Andrew Youngman et Frank Major
- 2010 : Aletta dans tous ses états de John Walton
- 2010 : Les Nuits avec Madison de John Walton
- 2011 : Concerto En Sodomie de Manuel Ferrara
- 2011 : Spécial Double Pénétration de John B. Root
- 2011 : Bouffe-moi le boule ! de Manuel Ferrara
- 2011 : Lou Charmelle : mes fucking baises ! de Lou Charmelle
- 2011 : Manuel's fucking french vacation de Manuel Ferrara
- 2011 : Spécial Stars du X 2 : les petites françaises de John B. Root
- 2011 : Chiennes à baiser de Tanya Hyde
- 2011 : Baise avec les Stars de Max Antoine
- 2011 : L'avocate de Paul Thomas
- 2011 : La vérité si je bande de Max Antoine (Fred Coppula prod)
- 2011 : Lipstick Libido de Strangelove
- 2011 : Ground and Pound de All Sex
- 2011 : 2 At A Time de New Sensations
- 2011 : Dynamic Booty 6 de Alexander DeVoe
- 2011 : Praise The Load 6 de Mike John
- 2011 : Orgy: The XXX Championship de Hervé Bodilis, Paul Thomas et Christophe Clark
- 2011 : Between The Cheeks de Tanya Hyde
- 2011 : Anal Workout de Grazer
- 2011 : Lex Steele XXX Volume 14 de Lexington Steele
- 2011 : Anal Size My Wife 2 de TB
- 2011 : Big Wet Asses 19 de William H. et Mason
- 2011 : Elastic Assholes de Mike John
- 2011 : Phat Bottom Girls 5 de Manuel Ferrara
- 2011 : Buttman's Stretch Class 7 de John Stagliano
- 2011 : Phat Bottom Allstars de Manuel Ferrara
- 2011 : Sex Ed 2 de Innocent High
- 2011 : Swimsuit Calender Girls 2011 de William H.
- 2011 : Selena Rose Foreigner de Robby D
- 2011 : Evil Anal 14 de Manuel Ferrara
- 2011 : Monster Wet Anal Asses de Côte Ouest
- 2011 : My First Gangbang de Mick Blue
- 2011 : POV Pervert 14 de Mike John
- 2011 : Rico the Destroyer 3 de Alexander DeVoe
- 2011 : Anal Slaves de Rocco Siffredi
- 2011 : Preach to the Perverted (Harmony Films)
- 2011 : French Euro Teens (Private)
- 2011 : Ass Masterpiece 8 de Naughty America
- 2011 : POV Juggfuckers 4 de Jonni Darkko
- 2011 : Fucking French Vacation de Manuel Ferrara
- 2012 : Deux queues, sinon rien de David Perry
- 2012 : Pornochic 23 de Hervé Bodilis
- 2012 : Sodomy Anthology partie 2 de Phil Hollyday, Philippe Soine, Hervé Bodilis, Max Candy et Paul Thomas
- 2012 : La fille du Parrain de Phil Hollyday
- 2012 : Sex Friends de Max Antoine
- 2012 : Mofos Worldwide de Mofos
- 2012 : In The VIP #10 de In The VIP
- 2012 : Phat Bottom Girls de Manuel Ferrara
- 2012 : Bust Lust 3 de Gazzman
- 2012 : Gasp, Gag and Gape de Francesca Le et Mark Wood
- 2012 : Legal Appeal de Paul Thomas
- 2012 : The Voyeur Fuck Dollz de Harmony Films
- 2012 : Initiation of Clanddi de Hervé Bodilis
- 2012 : Vive les Françaises de Max Antoine
- 2012 : Twisted de Tanya Hyde
- 2012 : In The VIP #11 de In The VIP
- 2012 : Buttman Focused 2 de John Stagliano
- 2012 : Load Warriors 2 de Jonni Darkko
- 2012 : Up That White Ass Volume 3 de LT
- 2012 : Anal Girls de Elegant Angel
- 2012 : Raw 11 de Manuel Ferrara
- 2012 : Maximum Anal de Exopium
- 2012 : Titty Creampies de Kevin Moore
- 2012 : Facial Overload 2 de Jonni Darkko
- 2012 : Fuck My Tits Volume 7 de Elegant Angel
- 2012 : 8 Françaises de Hervé Bodilis
- 2012 : Top Heavy Tarts 21 de Rodney Moore
- 2012 : 100 Sexiest Pornstars Ever de Elegant Angel
- 2012 : Euro teens à la française de Kovi et Pierre Woodman
- 2012 : Orgasmus IV de Claire
- 2012 : Blowjob Winner de Immoral Productions
- 2012 : Amazing Asses de Immoral Productions
- 2012 : Big Wet Butts 8 de Brazzers
- 2012 : Liza del Sierra : le retour de la reine de John B. Root
- 2012 : Ma Sœur & Moi de Luka
- 2012 : Viens entre mes seins de William H
- 2012 : Suck It Dry 10 de Jonni Darkko
- 2012 : Liberté sexuelle d'Ovidie
- 2012 : DPs 3 de David Perry
- 2012 : Cum Fart Cocktails 9 de Dana Vespoli
- 2012 : Buttman Focused de John Stagliano
- 2012 : Bikini-Clad Cum Sluts de Jonni Darkko
- 2012 : Peep Show de B Skow
- 2012 : Buttman Focused 4 de John Stagliano
- 2012 : Wasteland de Elegant Angel
- 2013 : Juste Tease Volume 4 de Elegant Angel
- 2013 : Irresistibles : intense POV inside de Nathan Blake
- 2013 : Les débuts de... Volume 2 de Alexandre Legland
- 2013 : Lesbian Analingus de Dana Vespoli
- 2013 : Maximum Anal de Exopium
- 2013 : Nos chères françaises aux gros seins (JTC Vidéo)
- 2013 : Mike's Apartment de Reality Kings
- 2013 : My Wife's Hot Friend 17 de Naughty America
- 2013 : Swap It Out de Robby D
- 2013 : Anna Polina Infinity de Hervé Bodilis
- 2013 : The House of Sin de Harmony Films
- 2013 : 42 ans, femme infidèle de Kendo
- 2013 : Les vices de Liza del Sierra de Tanya Hyde
- 2013 : Triple Mania de Ivan
- 2013 : Buttman Focused de John Stagliano
- 2013 : Monster Curves de Greg Lansky
- 2014 : Austin Powers XXX: A Porn Parody, de B. Skow (Vivid)
- 2015 : Pornochic 25: Anissa Kate, de Hervé Bodilis (Marc Dorcel)
- 2016 : Femmes mariées très vicieuses, de Max Antoine (Fred Coppula prod)
- 2016 : Le Manoir de l'amour, de Sophie Bramly (Canal+)
- 2017 : In through the French exit (Brazzers)
- 2018 : Scandale aux vestiaires, de Liselle Bailey (Marc Dorcel)
- 2018 : 40 ans, tentations d'une femme mariée, de Liselle Bailey (Marc Dorcel)
- 2018 : Asstronomy (Brazzers)
- 2018 : Nevermore (Digital Playground)
- 2018 : Mail order dominatrix (Brazzers)

### Non pornographique
- 2008 : Vivre Jusqu'au bout de Vincent Plaidy (court-métrage)
- 2010 : Du hard ou du cochon ! de Julius Berg (web-série)
- 2011 : Villa captive de Emmanuel Silvestre
- 2019 : Bonnie and Clyde avec Mohand Baha (clip musical)
- 2019 : Patek de Alkpote et Kalash Criminel (clip musical)
- 2019 : Pornstar de Maxime Caperan et Thomas Finkielkraut (sous son nom civil : Émilie Delaunay[29])

### Réalisations
- 2012 : Liza aime les gros culs (Colmax)
- 2012 : Liza aime les gros seins (Colmax)
- 2012 : Liza aime les brunettes (Colmax)
- 2012 : Liza aime Lou Charmelle (Colmax)
- 2013 : Liza aime Angell Summers (Colmax)
- 2014 : Les Sextapes de Liza (Colmax)
- 2020 : Le Journal d'une débutante (33 Films Production)
- 2021 : Sex Therapy (33 Films Production)
- 2022 : Love, etc (Dorcel).
- 2022 : Un été entre filles (33 Films Production)
- 2022 : Otages (33 Films Production)